# Типсей, Бхагьяшри
Бхагьяшри Сатхе Типсей (англ. Bhagyashree Sathe Thipsay, ур. Сатхе (англ. Sathe); род. 4 августа 1961 года) — индийская шахматистка, международный мастер (1986) среди женщин.

## Биография
Пять раз побеждала на чемпионатах Индии по шахматам среди женщин (1985, 1986, 1988, 1991, 1994). В 1991 году победила на чемпионате Азии по шахматам среди женщин. В 1984 году вместе с Васанти Унни победила на чемпионате Великобритании по шахматам среди женщин. В 2000 году в Нью-Дели приняла участие в женском чемпионате мира по шахматам по системе с выбиванием, где в первом туре проиграла Пэн Чжаоцинь.
Представляла сборную Индии на крупнейших командных шахматных турнирах:
- в шахматных олимпиадах участвовала девять раз (1980—1990, 1994—1998);
- в командном чемпионате Азии по шахматам участвовала в 2003 году[3].

Обладательница высших спортивных наград Индии «Падма Шри» и «Арджуна». Вышла замуж за индийского шахматного гроссмейстера Правина Типсея. Работает в управлении индийского банка «Industrial Development Bank of India» в Мумбаи.

## Изменения рейтинга
| Графики недоступны из-за технических проблем. См. информацию на Фабрикаторе и на mediawiki.org. |